# Gérard de Palézieux
Gérard de Palézieux, né le 2 juillet 1919 à Lausanne et mort le 21 juillet 2012 à Sierre, est un peintre et graveur suisse.

## Vie et œuvre
Né dans une famille cultivée, Gérard de Palézieux commence des études classiques qu’il interrompt à seize ans pour s’inscrire à l’École des beaux-arts de Lausanne, où il suit les cours de Casimir Reymond et d’Henry Bischoff et bénéficie des conseils de son ami Charles Chinet. Insatisfait de l’enseignement de l’école, Palézieux puise dans les musées et les livres les modèles du grand art qui l’aident à progresser. En 1939, une erreur administrative lui permet de séjourner pendant les premières années de guerre à Florence, où il s’initie à l’art de la Renaissance et découvre le paysage toscan. Il fréquente l’atelier de deux peintres, les frères Trovarelli, dépositaires de toutes sortes de procédés secrets ou disparus : il tirera profit toute sa vie de cette expérience et des discussions autant techniques qu’esthétiques qui se tiennent dans ce petit cénacle. C’est à ce moment aussi qu’il découvre la peinture de Giorgio Morandi à qui il rendra visite plus tard.
De retour en Suisse en 1943, Palézieux s’installe à Veyras près de Sierre dans une petite maison vigneronne. Il ne quittera plus le Valais, dont les paysages deviennent un des principaux sujets de sa peinture, même s’il se rend régulièrement en Italie, à Rome et dans ses environs, en Toscane, puis dans les Marches d’où il ramène des compositions à l’huile et à la tempera. Dès 1942 il se passionne pour l’art de la gravure à l’eau-forte. À partir des années 60, il séjourne dans la Drôme, près de Grignan, où s’est fixé son ami le poète Philippe Jaccottet. Ses lavis, dessins et eaux-fortes représentent de nombreux paysages dont les rythmes architecturaux, calmes et solides, sont baignés dans une lumière frémissante. Cet art classique, qui s’appuie avec confiance sur les exemples du passé, atteint alors son point d’équilibre.
Au milieu des années 1960, à l’instigation de son ami le peintre Albert Chavaz, il se familiarise avec l’aquarelle, technique plus rapide, plus fluide qu’il expérimente lors de séjours au Maroc et en Provence. Cette acquisition d’un nouveau médium coïncide également avec la découverte de Venise où Palézieux se rend désormais régulièrement. Non seulement son art y gagne en liberté, mais sa pratique de l’eau-forte s’en trouve par la même occasion transformée dans la mesure où l’artiste cherche à obtenir à l’aide de l’aquatinte ou du vernis mou les effets de lumière et de transparence propres à l’aquarelle.
Dès le premier jour, la vocation de Palézieux aura été de tenter la restitution, au plus près de son émotion, du spectacle du monde – paysages, intérieurs, objets, fleurs ou fruits. Fait plutôt rare à son époque, caractérisée par d’incessantes remises en question du statut de l’art et de la représentation, il n’a jamais été ébranlé par les modes et a persévéré solitairement dans la traduction fidèle de la réalité. En revanche, son effort s’est entièrement porté à l’acquisition de moyens propres à rendre la vibration de la lumière, à saisir les valeurs les plus subtiles qui animent selon les saisons les pays traversés, villes ou campagnes, montagnes ou bords des fleuves. Une intime cohérence associe sa vision à ses recherches sur les matériaux et à son recours aux papiers anciens, porteurs d’annotations ou de traces d’usure. Cet ensemble de facteurs permet que ses images donnent l’impression d’une perception de plus en plus attentive du passage du temps.
Palézieux a en outre développé une abondante activité de graveur pour l’édition. Il a ainsi illustré, très librement toutefois, les textes de ses amis les poètes Gustave Roud, Philippe Jaccottet, Julien Gracq, Maurice Chappaz, lesquels ont été les premiers à dire l’importance de son œuvre. En 1994, une importante monographie paraît aux éditions d’Art Albert Skira, à Genève, avec des essais d’Yves Bonnefoy et Florian Rodari. De nombreuses expositions ont été consacrées à son art, principalement, en 1989, au Musée Jenisch Vevey, et à la Rembrandthuis d’Amsterdam en 2000. En 2019, afin de fêter le centenaire de sa naissance, une exposition rétrospective lui a été consacrée par la Fondation Custodia et la Fondation William Cuendet & Atelier de Saint-Prex, à Paris, tout d’abord, de septembre à décembre 2019, puis à Vevey, au Musée Jenisch, de février à juillet 2020. À cette occasion un catalogue en 4 volumes, consacré à son œuvre sur papier, a été édité à Milan par les éditions 5 Continents.
Parallèlement à sa propre production d’œuvres sur papier, Palézieux a légué à la Fondation William Cuendet & Atelier de Saint-Prex – dont il avait été un des fondateurs en 1977 – sa collection de gravures anciennes, constituée de pièces magistrales dues aux maîtres anciens qu’il admirait.
Palézieux a reçu le Prix de l’Hermitage à Lausanne en 1994 et celui de l’État du Valais en 1996,,.

## Livres illustrés
- Longus, Amyot (trad.), revu et corrigé par P.-L. Courier, André Bonnard (préf.), Daphnis et Chloé, Lausanne, Mermod, 1945, 192 p..
- Alain Fournier, Le Grand Meaulnes, Lausanne, Henri Kaeser, 1947, 328 p.
- Gustave Roud, Étoile, Lausanne, Pour l'Art, 1952, 6 p.
- Gustave Roud, Le Repos du Cavalier, Lausanne, La Bibliothèque des Arts, 1958, 70 p.
- Corinna S. Bille, Théoda, Roman, Lausanne, La Guilde du Livre, 1958, 206 p.
- François-René de Chateaubriand, Promenades romaines. Lettres à M. de Fontanes, Lausanne, La Bibliothèque des Arts, 1958, 138 p.
- Philippe Jaccottet, Paysages de Grignan, 12 eaux-fortes de l'artiste, Lausanne, La Bibliothèque des Arts, 1964, 42 p.
- Maurice Chappaz, Tendres Campagnes, Office des Morts, Verdures de la Nuit, Les Grandes Journées de Printemps, Testament du Haut-Rhône, Lausanne, Cahiers de la Renaissance Vaudoise, 1967, 5 vol., 402 p.
- Paul Morand, Carnet de Venise, Lausanne, La Bibliothèque des Arts, 1975, 78 p.
- Pétrarque, George Nicole (trad.), Sonnets, Lausanne, André et Pierre Gonin, 1977, 90 p.
- Georges Borgeaud (ill. : gravures de Gérard de Palézieux, photographies de Monique Jacot), Regards[12], Le Mont-sur-Lausanne, Jean Genoud, 1977.
- Gustave Roud, Vio Martin (avant-propos et notes), Un Hêtre de Juillet. Extraits de lettres à une amie, Privas, Solaire, 1979, 36 p.
- Rainer Maria Rilke, Les Quatrains Valaisans, Lausanne, André et Pierre Gonin, 1983, 66 p.
- Théocrite, Maurice Chappaz et Eric Genevay (version française), Les Idylles, Albeuve, Castella, 1983, 122 p.
- Virgile, Maurice Chappaz et Eric Genevay (version française), Les Géorgiques, Albeuve, Castella, 1983, 196 p.
- Julien Gracq, Les Eaux Étroites, Vevey, Michel Rossier, 1983, 70 p.
- Maurice Chappaz, Testament du Haut-Rhône, Lausanne, André et Pierre Gonin, 1987, 88 p.
- Jil Silberstein, Promenade avec Palézieux, Neuchâtel, Galerie Ditesheim, 1987, 60 p.
- Frédéric Wandelère, Leçons de simplicité, Genève, La Dogana, 1988, 100 p.
- Rainer Maria Rilke, Les Roses, Lausanne, André et Pierre Gonin, 1989, 80 p.
- Maurice Chappaz, Verdures de la Nuit, Lausanne, Pierre Gonin, 1992, 62 p.
- François Debluë, Poèmes de la Nuit Venue, Lausanne, Éditions Empreintes, 1992, 128 p.
- Pierre-Alain Tâche, Celle qui règne à Carona, s.l., Brandes, 1994, 40 p.
- Thomas Mann, La Mort à Venise[13], traduction de Philippe Jaccottet, illustrations de Gérard de Palézieux, Lausanne, La Bibliothèque des Arts, coll. « Pergamine », 1994  (ISBN 2-85047-218-2)
- Gustave Roud, Ici ce Conte, Lausanne, Éditions Raynald Métraux, 1997, 36 p.
- Maurice Scève, Delie. Object de plus haulte vertu, Novazzano, Sassello, 1998, 26 p.
- Maurice Chappaz, Bienheureux les Lacs, Genève, Slatkine, 1998, 114 p.
- Anne Perrier, L'Unique Jardin, Montreux, Bernard Blatter Editeur, 1999, 34 p.
- Giovanni Pozzi, Un'Altra Rosa, Novazzano, Sassello, 1999, 12 p.
- Gustave Roud, Halte en juin, Fontfroide-le-Haut, Fata Morgana, 2001, 64 p.
- Gustave Roud, Image sans emploi, Fontfroide-le-Haut, Fata Morgana, 2002, 24 p.
- Alberto Nessi, Iris Viola, Novazzano, Edizioni AAAC, 2003, 38 p.
- Gustave Roud, Poésie, Lausanne, Julien Bogousslavsky Editeur, 2003, 10 p.
- Maurice Chappaz, Testament du Haut-Rhône, Fontfroide-le-Haut, Fata Morgana, 2003, 80 p.
- Maurice Chappaz, Vocation des Fleuves, Fontfroide-le-Haut, Fata Morgana, 2003, 62 p.
- Philippe Jaccottet, Le Tournesol, Fontfroide-le-Haut, Fata Morgana, 2003, 20 p.
- Giuseppe Ungaretti, Philippe Jaccottet (trad.), Ruines en rêve, et réelles, Fontfroide-le-Haut, Fata Morgana, 2004, 26 p.
- Gerrit Komrij, Paul Gellings (trad.), Gepaard en Ongepaard [Coquillages], Amsterdam, Hercules Seghers Stichting, 2004, 64 p.
- André du Bouchet, Transcrit d'un calepin, Fontfroide-le-Haut, Fata Morgana, 2004, 24 p.
- Alain Madeleine-Perdrillat, Trois Accidents, Novazzanno, Sassello, 2004, 16 p.
- Pétrarque, Yves Bonnefoy (trad.), Dix-neuf sonnets de Pétrarque, Meaux, Éditions de la Revue Conférence, 2005, 40 p.
- Philippe Jaccottet, Vies silencieuses, s.l., Fata Morgana, 2005, 32 p.
- Maurice Chappaz, Voici le Garde-Voie, Trocq-en-Multien, Éditions de la Revue Conférence, 2006, 24 p.
- Friedrich Hölderlin, Gustave Roud (trad.), Quelques Poèmes des Temps Obscurs, Fontfroide-le-Haut, Fata Morgana, 2006, 24 p.
- Edmond-Henri Crisinel, Élégie de la maison des morts, s.l., Fata Morgana, 2007
- Philippe Jaccottet, Très peu de bruits, Trocq-en-Multien, Éditions de la Revue Conférence, 2007
- Rainer Maria Rilke, Philippe Jaccottet (trad.), Les Élégies de Duino, Genève, La Dogana, 2008, 115 p.
- Maurice Chappaz, Je dis ma disparition, s.l., Fata Morgana, 2009.